# 64Ł6
64Ł6 (ros. 64Л6, GRAU 96Н6-Е) – rosyjski trójwspółrzędny radar fazowy pracujący w zakresie fal centymetrowych. Jest przeznaczony do obserwacji okrężnej lub sektorowej przestrzeni powietrznej na potrzeby jej kontroli na rzecz obrony powietrznej lub kontroli ruchu powietrznego.

## Historia
W latach 80. XX w. Armia Radziecka stwierdziła konieczność wprowadzenia nowego radaru, który zastąpiłby dotychczas użytkowany radar P-37 (ros. П-37) i współpracujące z nim wysokościomierze PRW-13 (ros. ПРВ-13) i PRW- 16 (ros. ПРВ-16). Zamawiający oczekiwał powstania mobilnej konstrukcji zdolnej do pracy pomimo działań zakłócających przeciwnika oraz zapewniającej automatyczne przetwarzanie danych. Zadanie zbudowania nowego radaru powierzono Wszechrosyjskiemu Instytutowi Naukowo-Badawczemu Fizyki Technicznej w Snieżynsku. Problemy gospodarcze ZSRR, jego rozpad i brak środków w Rosji na badania sprawiły, że prototyp nowej stacji radarowej powstał dopiero w XXI w.
Po testach państwowych radar został przyjęty na wyposażenie armii Federacji Rosyjskiej w 2003 r. Produkcja seryjna została podjęta w zakładach Zjednoczenia Badawczo-Produkcyjnego (ros. АО Научно-производственное объединение, АО НПО "ПЗРА") i Wszechrosyjskiego Instytutu Badawczego Inżynierii Radiowej (ros. Всероссийский научно-исследовательский Институт радиотехники). 
Całość systemu radarowego jest zainstalowana na trzech pojazdach. Na samochodzie M1 jest zainstalowana antena fazowa. Przetwarzanie pozyskanych danych odbywa się z wykorzystaniem wyposażenia zainstalowanego na pojeździe M2. Pojazd M3 przewozi części zamienne i dodatkowe wyposażenie. Pojazdy M1 i M2 są zbudowane są na podwoziu KrAZ-260G. Pojazdy M1 i M2 są dostosowane do holowania jednostek zasilających. Operatorzy radaru mają do dyspozycji cztery stanowiska pracy w pojeździe M2, który może znajdować się w odległości 1 km w przypadku połączenia z pojazdem M1 światłowodem lub 15 km w przypadku połączenia drogą radiową.
W ramach prac rozwojowych prowadzonych po 2011 r. powstała zmodernizowana wersja radaru, która otrzymała oznaczenie 64Ł6M (ros. 64Л6М).

## Wykorzystanie bojowe
Radar został użyty przez Siły Zbrojne Federacji Rosyjskiej podczas agresji na Ukrainę. Strona ukraińska poinformował o uszkodzeniu jednego egzemplarza w okolicy wsi Stare Miasto w rejonie kurskim w 2023 r.